# 豊田市立末野原中学校

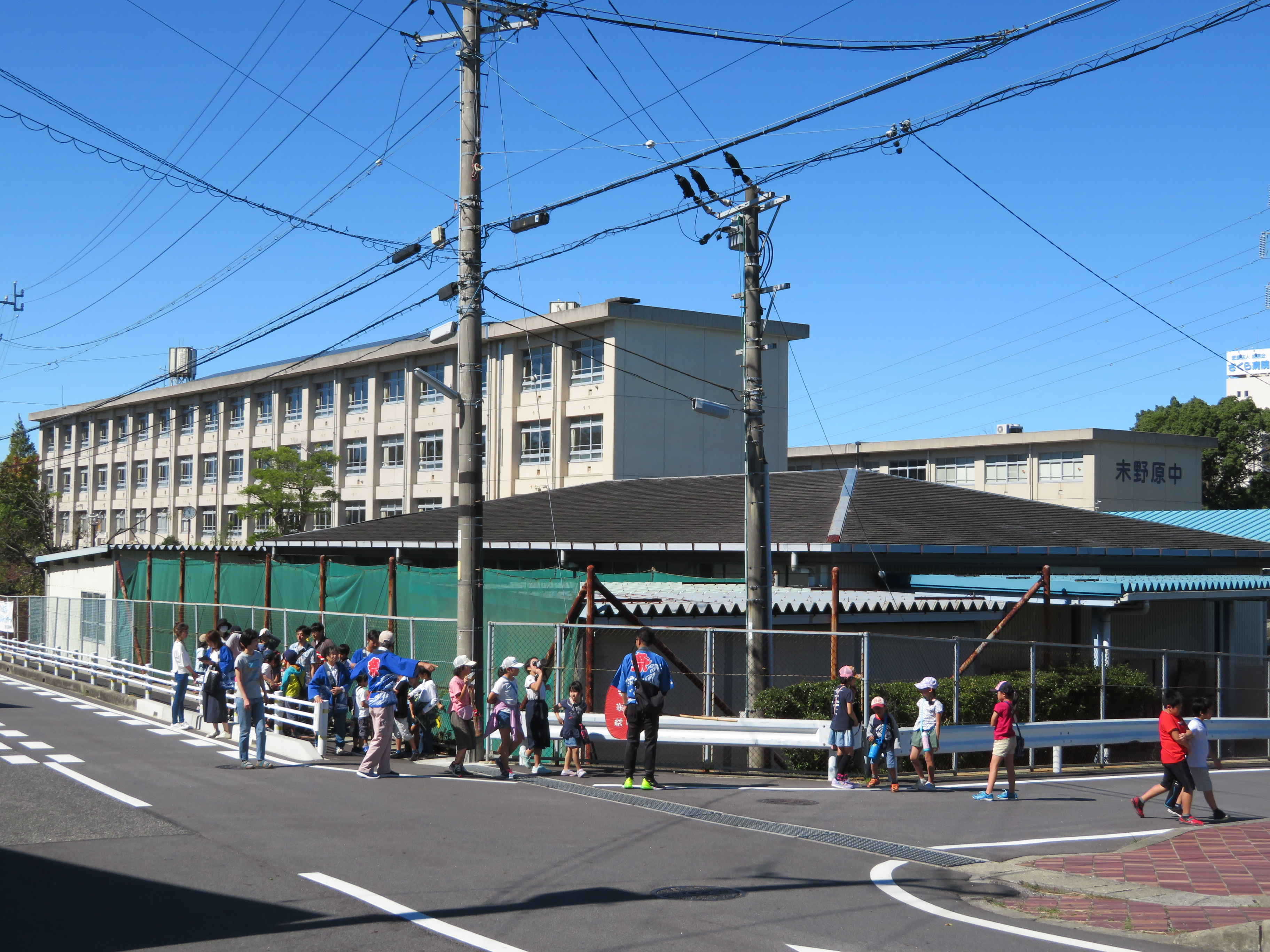
末野原運動広場との間の交差点

豊田市立末野原中学校（とよたしりつ すえのはらちゅうがっこう）は、愛知県豊田市豊栄町十一丁目にある公立中学校。
校名の元となった地名「末野原」は、万葉集にある持統上皇の和歌「梓弓 陶の原野に鳥狩する君が弓弦の絶えむと思へや」に由来する。

## 概要
- 校訓は、和し・鍛え・学ぶ
- 弓道部は、毎年全国大会へ出場する強豪校である。

## 沿革
- 1985年（昭和60年） - 豊田市立豊南中学校から分離して開校。

## 通学区域
以下の小学校区。
- 豊田市立大林小学校
- 豊田市立寿恵野小学校
- 豊田市立前山小学校

## 周辺
- 豊田市生涯学習センター 末野原交流館
- 豊田永覚郵便局
- 末野原駅

## 著名な出身者
- 内藤真人 - 陸上競技選手。第11回生。
- 福田彩乃 - アミューズ所属のタレント。第19回生。

## アクセス
- 愛知環状鉄道末野原駅より北西へ200m
- 愛知県道489号本地鴛鴨線沿い